# Theodor Wiegand Gesellschaft
Die Theodor Wiegand Gesellschaft, offiziell seit 2003 Gesellschaft der Freunde des Deutschen Archäologischen Instituts e.V. – Theodor Wiegand Gesellschaft (TWG) ist ein gemeinnütziger Förderverein des Deutschen Archäologischen Instituts.
Anlässlich der Hundertjahrfeier des Deutschen Archäologischen Instituts im Jahr 1929 in Berlin wurde zur finanziellen Unterstützung des Instituts die „Gesellschaft der Freunde des Archäologischen Instituts des Deutschen Reiches“ von bekannten Mitgliedern der Berliner Wirtschaftswelt gegründet. In den frühen 1950er Jahren knüpfte der damalige Präsident Erich Boehringer daran an und begründete die „Theodor Wiegand Gesellschaft e.V.“ Benannt wurde die Gesellschaft nach Theodor Wiegand, dem langjährigen Präsidenten des Archäologischen Instituts des Deutschen Reiches mit besten Kontakten zu politischen und Wirtschaftskreisen. 2003 erfolgte die Umbenennung in „Gesellschaft der Freunde des Deutschen Archäologischen Instituts – Theodor Wiegand Gesellschaft e.V.“
Die Gesellschaft unterstützt das Institut und seine Abteilungen durch die Gewährung ergänzender Mittel für besondere Aufgaben. Sie unterstützt wissenschaftliche Veranstaltungen sowie die Herausgabe archäologischer Veröffentlichungen. Die Fördermittel der Gesellschaft von jährlich ca. 65.000 € kommen aus Mitgliedsbeiträgen, Spenden, Zinsen des Gesellschaftsvermögens (ca. 640.000 €) sowie einem Beitrag des Stifterverbands für die Deutsche Wissenschaft.
Die Gesellschaft hat ihren Sitz in Berlin bei der Zentrale des Deutschen Archäologischen Instituts; der Sitz der Verwaltung befindet sich im Wissenschaftszentrum Bonn. Sie veranstaltet öffentliche Vortragsreihen im Wissenschaftszentrum Bonn und im Besucherzentrum des Auswärtigen Amtes in Berlin.
Vorsitzende waren bzw. sind Thorwald Risler (1965–1987), Peter Hermes (1987–2002), Weert Börner (2002–2011), Johannes Dohmes (2011–2017), Hartmut Wiegand (2017–2022) und Berthold Schneider (seit 2022).